# Internationaal Zeerechttribunaal
Het Internationaal Tribunaal voor het Recht van de Zee, meestal Internationaal Zeerechttribunaal genoemd, hoewel dat niet de naam is die voorkomt in de Nederlandse vertaling van de desbetreffende verdragen, Engels: International Tribunal for the Law of the Sea (ITLOS), Frans: Tribunal international du droit de la mer, is een internationaal tribunaal dat zich baseert op het VN-zeerechtverdrag van de Verenigde Naties van 1982. Het hof werd in 1994 opgericht en zetelt sinds 1996 in de Duitse havenstad Hamburg, in het stadsdeel Hamburg-Nienstedten. De 21 rechters worden door de verdragspartijen gekozen.
Het hof is niet alleen toegankelijk voor staten die partij bij het VN-zeerechtverdrag zijn. Staten die geen partij bij het verdrag zijn, maar bijvoorbeeld ook intergouvernementele organisaties, private partijen en natuurlijke personen kunnen een beroep op het hof doen als er een overeenkomst bestaat die het hof rechtsmacht verleent.
Het hof verkreeg op 17 december 2006 met VN-Resolutie 51/204 de waarnemende status tijdens de Algemene Vergadering van de Verenigde Naties, wat deelname aan de vergadering garandeert wanneer het om zaken van het hof gaat.

## Huisvesting
Het gebouw werd in 1997 ontworpen door het architectenbureau Von Branca uit München en in 2000 opgeleverd. De overdracht vond plaats op 3 juli van dat jaar, door de sleuteloverdracht aan Kofi Annan, de toenmalig secretaris-generaal van de Verenigde Naties. De kosten van de bouw bedroegen 123 miljoen mark, waarvan 80% voor rekening van de Duitse Bondsregering kwam en 20% voor Hamburg. De operationele kosten van het hof zelf worden opgebracht door de Verenigde Naties. Tijdens de bouw werd het monument Schröder'sche Villa behouden als onderdeel van bouwplan.

Lidstaten ITLOS
Staten met rechters in het ITLOS
Staten met voorheen rechters in het ITLOS
Andere ondertekenaars van het VN-zeerechtverdrag

## Griffier
De griffier is verantwoordelijk voor alle juridische en administratieve werkzaamheden, voor de beoordeling en inning van bijdragen en voor het beheer van de rekeningen en financiën van het Tribunaal. De griffier is het reguliere communicatiekanaal van en naar het Tribunaal, houdt de lijst van zaken bij en bewaart kopieën van mededelingen en overeenkomsten zoals vereist door het Reglement.
De griffier wordt bijgestaan door de adjunct-griffier, die optreedt als griffier bij afwezigheid van de griffier.
Het Tribunaal kiest zijn griffier voor een termijn van vijf jaar. Het kiest een adjunct-griffier voor een termijn van vijf jaar; het kan ook een assistent-griffier kiezen. Het Gerecht kan voorzien in de benoeming van de andere functionarissen die nodig zijn.
| Land      | Naam                   | Periode     | Taak             |
| --------- | ---------------------- | ----------- | ---------------- |
| Sri Lanka | Gritakumar E. Chitty   | 1996 - 2001 | Griffier         |
| België    | Philippe Gautier       | 2001 - 2019 | Griffier         |
| Chili     | Ximena Hinrichs Oyarce | 2019        | Griffier         |
| Frankrijk | Antoine Ollivier       | 2019        | Adjunct Griffier |

## Huidige rechters
De volgende rechters zijn momenteel aan het hof verbonden:
| Land        | Naam                          | Aantreden | President   | Vicepresident |
| ----------- | ----------------------------- | --------- | ----------- | ------------- |
| Kaapverdië  | José Luis Jesus               | 1999      | 2008 - 2011 |               |
| Polen       | Stanisław Pawlak              | 2005      |             |               |
| Japan       | Shunji Yanai                  | 2005      | 2011 - 2014 |               |
| Tanzania    | James L. Kateka               | 2005      |             |               |
| Zuid-Afrika | Albert J.Hoffmann             | 2005      | 2020 - 2023 | 2011 - 2014   |
| Algerije    | Boualem Bouguetaia            | 2008      |             | 2014 - 2017   |
| Zuid-Korea  | Jin-Hyun Paik                 | 2009      | 2017 - 2020 |               |
| Malta       | David Attard                  | 2011      |             | 2017 - 2020   |
| Oekraïne    | Markiyan Z. Kulyk             | 2011      |             |               |
| Mexico      | Alonso Gómez-Robledo Verduzco | 2014      |             |               |
| IJsland     | Tomas Heidar                  | 2014      |             | 2020 - 2023   |
| Paraguay    | Óscar Cabello Sarubbi         | 2017      |             |               |
| India       | Neeru Chadha                  | 2017      |             |               |
| Thailand    | Kriangsak Kittichaisaree      | 2017      |             |               |
| Rusland     | Roman A. Kolodkin             | 2017      |             |               |
| Nederland   | Liesbeth Lijnzaad             | 2017      |             |               |
| Chili       | Maria Teresa Infante Caffi    | 2020      |             |               |
| China       | Jieliog Duan                  | 2020      |             |               |
| Jamaica     | Kathy-Ann Brown               | 2020      |             |               |
| Italië      | Ida Caracciolo                | 2020      |             |               |
| Kameroen    | Maurice K. Kamga              | 2020      |             |               |

## Oud Rechters
| Land                | Naam                         | Gestart | President   | Vicepresident | Gestopt |
| ------------------- | ---------------------------- | ------- | ----------- | ------------- | ------- |
| Tanzania            | Joseph Warioba               | 1996    |             |               | 1999    |
| China               | Zhao Lihai                   | 1996    |             |               | 2000    |
| Belize              | Edward Arthur Laing          | 1996    |             |               | 2001    |
| IJsland             | Guðmundur Eiríksson          | 1996    |             |               | 2002    |
| Trinidad en Tobago  | Lennox Fitzroy Ballah        | 2002    |             |               | 2003    |
| Verenigd Koninkrijk | David Heywood Anderson       | 1996    |             |               | 2005    |
| Ghana               | Thomas Mensah                | 1996    | 1996 - 1999 |               | 2005    |
| Kroatië             | Budislav Vukas               | 1996    |             | 2002 - 2005   | 2005    |
| Japan               | Soji Yamamoto                | 1996    |             |               | 2005    |
| Tunesië             | Mohamed Mouldi Marsit        | 1996    |             |               | 2005    |
| China               | Xu Guangjian                 | 2001    |             |               | 2007    |
| Kameroen            | Paul Engo                    | 1996    |             |               | 2008    |
| Rusland             | Anatoly Kolodkin             | 1996    |             |               | 2008    |
| Zuid-Korea          | Choon-ho Park                | 1996    |             |               | 2008    |
| Argentinië          | Hugo Caminos                 | 1996    |             |               | 2011    |
| Italië              | Tullio Treves                | 1996    |             |               | 2011    |
| Bulgarije           | Alexander Yankov             | 1996    |             |               | 2011    |
| Grenada             | Dolliver Nelson              | 1996    | 2002 - 2005 | 1999 - 2002   | 2014    |
| Australië           | Helmut Türk                  | 2005    |             | 2008 - 2011   | 2014    |
| Brazilië            | Vicente Marotta Rangel       | 1996    |             |               | 2015    |
| Brazilië            | Antonio Cachapuz de Medeiros | 2016    |             |               | 2016    |
| Libanon             | Joseph Akl                   | 1996    |             | 2005 - 2008   | 2017    |
| Rusland             | Vladimir Golitsyn            | 2008    | 2014 - 2017 |               | 2017    |
| India               | P. Chandrasekhara Rao        | 1996    | 1999 - 2002 |               | 2017    |
| Duitsland           | Rüdiger Wolfrum              | 1996    | 2005 - 2008 | 1996 - 1999   | 2017    |
| Frankrijk           | Jean-Pierre Cot              | 2002    |             |               | 2020    |
| Argentinië          | Elsa Kelly                   | 2011    |             |               | 2020    |
| Trinidad en Tobago  | Anthony Lucky                | 2003    |             |               | 2020    |
| Senegal             | Tafsir Malick Ndiaye         | 1996    |             |               | 2020    |
| China               | Gao Zhiguo                   | 2008    |             |               | 2020    |

## Rechtersad hoc
Indien in het Gerecht of een kamer geen rechter is opgenomen die de nationaliteit heeft van een partij bij het geschil, kan die partij een persoon kiezen om zitting te nemen als rechter. Mochten er meerdere partijen zijn met hetzelfde belang, dan worden zij hiervoor als slechts één partij beschouwd. Rechters moeten ad hoc voldoen aan de voorwaarden van de leden, zoals bepaald in de artikelen 2, 8 en 11 van het Statuut. Zij nemen deel aan de zaak waarvoor zij worden gekozen op grond van volledige gelijkheid met de andere rechters en hebben voorrang na de leden van het Tribunaal en in volgorde van anciënniteit van leeftijd.
Sinds de oprichting van het Tribunaal zijn in de volgende gevallen ad hoc rechters gekozen:
| Zaak | Partijen      | Partijen | Partijen            | Eis                         | Rechter                 | Namens land             |
| --- | ------------- | -------- | ------------------- | --------------------------- | ----------------------- | ----------------------- |
| Zuidelijke blauwvin tonijn gevallen                                                                                                  | Australië     | ⇔        | Japan               | Voorlopige maatregelen      | Ivan Shearer            | Australië Nieuw-Zeeland |
| Zuidelijke blauwvin tonijn gevallen                                                                                                  | Nieuw-Zeeland | ⇔        | Japan               | Voorlopige maatregelen      | Ivan Shearer            | Australië Nieuw-Zeeland |
| Zaak betreffende de instandhouding en de duurzame exploitatie van zwaardvisbestanden in het zuidoostelijke deel van de Stille Oceaan | Chili tegen   | ⇔        | Europese Unie       |                             | Francisco Orrego Vicuña | Chili                   |
| De zaak "Grand Prince" | Belize        | ⇔        | Frankrijk           | Onmiddellijke vrijlating    | Jean-Pierre Cot         | Frankrijk               |
| De zaak "MOX Plant" | Ierland       | ⇔        | Verenigd Koninkrijk | Voorlopige maatregelen      | Alberto Székely         | Ierland                 |
| De "Volga" zaak | Rusland       | ⇔        | Australië           | Onmiddellijke vrijlating    | Ivan Shearer            | Australië               |
| Zaak betreffende landaanwinning door Singapore in en rond de Straat van Johor                                                        | Maleisië      | ⇔        | Singapore           | Voorlopige maatregelen      | Kamal Hossain           | Maleisië                |
| Zaak betreffende landaanwinning door Singapore in en rond de Straat van Johor                                                        | Maleisië      | ⇔        | Singapore           | Voorlopige maatregelen      | Bernard H. Oxman        | Singapore               |
| Geschil betreffende de afbakening van de zeegrens tussen Bangladesh en Myanmar in de Golf van Bengalen                               | Bangladesh    | ⇔        | Maleisië            |                             | Thomas Mensah           | Bangladesh              |
| Geschil betreffende de afbakening van de zeegrens tussen Bangladesh en Myanmar in de Golf van Bengalen                               | Bangladesh    | ⇔        | Maleisië            | Bernard H. Oxman            | Maleisië                |                         |
| De zaak M/V "Virginia G" | Panama        | ⇔        | Guinee-Bissau       |                             | Tullio Treves           | Panama                  |
| De zaak M/V "Virginia G" | Panama        | ⇔        | Guinee-Bissau       | José Manuel Sérvulo Correia | Guinee-Bissau           |                         |
| De zaak "ARA Libertad" | Argentinië    | ⇔        | Ghana               | Voorlopige maatregelen      | Thomas A. Mensah        | Ghana                   |
| De "Arctic Sunrise" zaak | Nederland     | ⇔        | Rusland             | Voorlopige maatregelen      | David H. Anderson       | Nederland               |
| Geschil betreffende de afbakening van de zeegrens tussen Ghana en Ivoorkust in de Atlantische Oceaan                                 | Ghana         | ⇔        | Ivoorkust           |                             | Thomas A. Mensah        | Ghana                   |
| Geschil betreffende de afbakening van de zeegrens tussen Ghana en Ivoorkust in de Atlantische Oceaan                                 | Ghana         | ⇔        | Ivoorkust           | Ronny Abraham               | Ivoorkust               |                         |
| Het "Enrica Lexie"-incident | Italië        | ⇔        | India               |                             | Francesco Francioni     | Italië                  |
| De M/V "Norstar"-zaak | Panama        | ⇔        | Italië              |                             | Gudmundur Eiriksson     | Panama                  |
| De M/V "Norstar"-zaak | Panama        | ⇔        | Italië              | Tullio Treves               | Italië                  |                         |
| De zaak M/T "San Padre Pio" | Zwitserland   | ⇔        | Nigeria             | Voorlopige maatregelen      | Anna Petrig             | Zwitserland             |
| De zaak M/T "San Padre Pio" | Zwitserland   | ⇔        | Nigeria             | Voorlopige maatregelen      | Sean David Murphy       | Nigeria                 |
| Geschil over de afbakening van de zeegrens tussen Mauritius en de Malediven in de Indische Oceaan                                    | Mauritius     | ⇔        | Malediven           |                             | Nicolaas Schrijver      | Mauritius               |
| Geschil over de afbakening van de zeegrens tussen Mauritius en de Malediven in de Indische Oceaan                                    | Mauritius     | ⇔        | Malediven           | Bernard H. Oxman            | Malediven               |                         |
| De zaak M/T "San Padre Pio" (Nr. 2)                                                                                                  | Zwitserland   | ⇔        | Nigeria             |                             | Anna Petrig             | Zwitserland             |
| De zaak M/T "San Padre Pio" (Nr. 2)                                                                                                  | Zwitserland   | ⇔        | Nigeria             | Sean David Murphy           | Nigeria                 |                         |